# Сражение у Харлеммермера
Сражение у Харлеммермера (нидерл. Slag op het Haarlemmermeer) — морская битва между испанскими флотом и флотом голландских повстанцев-гёзов, произошедшая 26 мая 1573 года во время Восьмидесятилетней войны в водах озера Харлеммермера, одного из крупнейших в то время в Северной Голландии (было осушено в XIX веке).
Испанский флот под командованием Максимилиана де Энен-Льетара, графа Боссу, в этой битве противостоял голландскому флоту гёзов под командованием Мартина Брандта, который пытался прорваться в осажденный Харлем. Голландские гёзы имели флот из более чем ста кораблей под командованием адмирала Маринуса Брандта. Однако флот гёзов был плохо оснащен, а ветер благоприятствовал испанскому флоту, имевшему 63 корабля.  После нескольких часов боя гёзы были вынуждены отступить. Два месяца спустя Харлем сдался.